# Rarities (album Kata)
Rarities – kompilacja polskiego zespołu thrash metalowego Kat. Płyta ukazała się 12 listopada 2013 roku nakładem Metal Mind Productions. Album uplasował się na 49. miejscu listy OLiS.

## Lista utworów
Źródło.
1. „Wyrokiem Sądu Bożego” (słowa: Roman Kostrzewski, muzyka: Ireneusz Loth, Piotr Luczyk, Roman Kostrzewski) – 5:16
2. „Robak” (słowa: Roman Kostrzewski, muzyka: Ireneusz Loth, Piotr Luczyk, Roman Kostrzewski) – 4:34
3. „Skazaniec” (słowa: Roman Kostrzewski, muzyka: Ireneusz Loth, Piotr Luczyk, Roman Kostrzewski) – 5:42
4. „Zemsta” (słowa: Roman Kostrzewski, muzyka: Ireneusz Loth, Piotr Luczyk, Roman Kostrzewski) – 3:47
5. „Bez Pamięci” (słowa: Roman Kostrzewski, muzyka: Ireneusz Loth, Piotr Luczyk, Roman Kostrzewski) – 4:52
6. „Delirium Tremens (Live Jarocin 1984)” (słowa: Roman Kostrzewski, muzyka: Ireneusz Loth, Piotr Luczyk, Roman Kostrzewski, Wojciech Mrowiec) – 7:00
7. „Diabelski Dom Cz. I (Live Jarocin 1984)” (słowa: Roman Kostrzewski, muzyka: Ireneusz Loth, Piotr Luczyk, Roman Kostrzewski, Tomasz Jaguś, Wojciech Mrowiec) – 5:14
8. „Mocni Ludzie (Live Jarocin 1984)” (słowa: Roman Kostrzewski, muzyka: Ireneusz Loth, Piotr Luczyk, Roman Kostrzewski) – 3:58
9. „Skazaniec (Live Jarocin 1984)” (słowa: Roman Kostrzewski, muzyka: Ireneusz Loth, Piotr Luczyk, Roman Kostrzewski) – 6:14
10. „Menaced” (słowa: Roman Kostrzewski, muzyka: Piotr Luczyk, Roman Kostrzewski) – 3:53
11. „Instrumental” (muzyka: Kat) – 4:18 (utwór instrumentalny)
12. „Menaced (Video)” (słowa: Roman Kostrzewski, muzyka: Piotr Luczyk, Roman Kostrzewski) – 3:53